# Sarry, Marne

Sarry este o comună în departamentul Marne, Franța. În 2009 avea o populație de 2,043 de locuitori.